# Yeni Malatyaspor
BtcTurk Yeni Malatyaspor, är en professionell fotbollsklubb baserad i Malatya, Turkiet som spelar i Süper Lig. Klubben grundades 1986 och spelar sina hemmamatcher på Malatya Arena.

## Spelare

### Spelartrupp
| Nr | Land              | Pos | Namn                       |
| -- | ----------------- | --- | -------------------------- |
| 3  | Turkiet           | F   | Erkan Kaş                  |
| 6  | Tyskland          | MF  | Robin Yalçın               |
| 7  | Turkiet           | MF  | Gökhan Töre                |
| 8  | Nederländerna     | MF  | Murat Yıldırım (lagkapten) |
| 9  | Turkiet           | A   | Umut Bulut                 |
| 10 | Kongo-Brazzaville | A   | Thievy Bifouma             |
| 11 | Turkiet           | A   | Eren Tozlu                 |
| 12 | Turkiet           | MV  | Murat Akşit                |
| 14 | Turkiet           | MF  | Ahmed Ildiz                |
| 15 | Turkiet           | F   | Mustafa Akbaş              |
| 16 | Zimbabwe          | F   | Teenage Hadebe             |
| 19 | Ghana             | MF  | Afriyie Acquah             |
| 20 | Surinam           | MF  | Mitchell Donald            |

| Nr | Land            | Pos | Namn                                       |
| -- | --------------- | --- | ------------------------------------------ |
| 21 | Elfenbenskusten | MF  | Moryké Fofana                              |
| 22 | Turkiet         | MV  | Abdulsamed Damlu                           |
| 24 | Island          | A   | Viðar Örn Kjartansson (lån från FK Rostov) |
| 25 | Tunisien        | MF  | Ghailene Chaalali                          |
| 29 | Marocko         | F   | Issam Chebake                              |
| 30 | Benin           | MV  | Fabien Farnolle                            |
| 44 | Ecuador         | F   | Arturo Mina                                |
| 45 | Egypten         | F   | Karim Hafez (lån från Wadi Degla)          |
| 53 | Turkiet         | F   | Yigithan Güveli                            |
| 54 | Frankrike       | MF  | Rémi Walter                                |
| 55 | Burundi         | MF  | Youssouf Ndayishimiye                      |
| 76 | Turkiet         | MF  | Özer Özdemir                               |
| 91 | Turkiet         | F   | Sakıb Aytaç                                |